# Parafia św. Anny w Brukseli
Parafia św. Anny – parafia prawosławna w Brukseli, jedna z 13 placówek duszpasterskich eparchii brukselsko-belgijskiej i czterech na terytorium Brukseli. 
Parafia działa od 1974. Jej językami liturgicznymi są francuski oraz niderlandzki, zaś świątynią dostosowana do kultu prawosławnego pokatolicka piętnastowieczna kaplica św. Anny w Brukseli, w dzielnicy Laeken. 